# Kazuya Konno
Kazuya Konno (紺野 和也 Konno Kazuya?), född 11 juli 1997 i Saitama prefektur, är en japansk fotbollsspelare.
Konno började sin karriär 2019 i FC Tokyo.